# David A. Bell
David Avrom Bell (* 17. November 1961 in New York City) ist ein US-amerikanischer Historiker.
David Bell ist der Sohn des Soziologen Daniel Bell und dessen Ehefrau Pearl Kazin Bell.
Das Studium schloss er an der Princeton University 1991 mit dem Ph.D. ab. In der Folgezeit lehrte er an der Yale University, der Johns Hopkins University und seit 2010 an der Princeton University mit dem Schwerpunkt Geschichte Frankreichs seit der frühen Neuzeit.
Bell veröffentlicht als Contributing Editor in The New Republic sowie in verschiedenen anderen Zeitschriften wie The London Review of Books und Slate. 2020 erschien ein Artikel von Bell in einem Sammelband zu den Aspekten des modernen Krieges.
2021 wurde Bell in die British Academy gewählt, 2022 in die American Academy of Arts and Sciences und 2025 in die American Philosophical Society.

## Schriften
- Lawyers and citizens: The making of a political elite in Old Regime France. Oxford University Press, Oxford 1994, ISBN 0195076702
- The Cult of the Nation in France: inventing nationalism, 1680–1800. Harvard University Press, Cambridge (Mass.) 2003, ISBN 0-674-00447-7
- The First Total War: Napoleon's Europe and the birth of modern warfare as we know it. Houghton Mifflin, Boston 2007, ISBN 978-0-618-34965-4
- Shadows of Revolution: Reflections on France, Past and Present. Oxford University Press, New York 2016, ISBN 978-0-19-026268-6.